# أندي محمد غونتير
أندي محمد غونتير (بالإندونيسية: Andi Muhammad Guntur)‏ هو لاعب كرة قدم إندونيسي في مركز حراسة المرمى، ولد في 31 أكتوبر 1990 في Ujung Pandang ‏ في إندونيسيا. شارك مع منتخب إندونيسيا لكرة القدم. أما مع النوادي، فقد لعب مع PSM Makassar ‏.